# Тулничи (Вранча)
Тулничи (рум. Tulnici) насеље је у Румунији у округу Вранча у општини Тулничи. Oпштина се налази на надморској висини од 546 m.

## Становништво
Према подацима из 2002. године у насељу је живело 5858 становника, од којих су сви румунске националности.

### Хронологија
| Година       | 1992 | 1993 | 1994 | 1995 | 1996 | 1997 | 1998 | 1999 | 2000 | 2001 | 2002 | 2003 | 2004 | 2005 | 2006 | 2007 | 2008 | 2009 | 2010 | 2011 | 2012 | 2013 | 2014 | 2015 | 2016 | 2017 |
| ------------ | ---- | ---- | ---- | ---- | ---- | ---- | ---- | ---- | ---- | ---- | ---- | ---- | ---- | ---- | ---- | ---- | ---- | ---- | ---- | ---- | ---- | ---- | ---- | ---- | ---- | ---- |
| Становништво | 6589 | 6568 | 6582 | 6592 | 6533 | 6497 | 6490 | 6468 | 6449 | 6414 | 6356 | 4182 | 4183 | 4186 | 4169 | 4169 | 4146 | 4140 | 4130 | 4118 | 4137 | 4158 | 4149 | 4145 | 4202 | 4180 |